# ألبرت برنارد فرانك
ألبرت برنارد فرانك (بالألمانية: Albert Bernhard Frank) (و. 1839 – 1900 م) هو أحيائي، وعالم نبات، وأستاذ جامعي من ألمانيا . ولد في دريسدن .
وكان عضو في الأكاديمية الألمانية للعلوم ليوبولدينا .
توفي في برلين ، عن عمر يناهز 61 عاماً.

## مناصب وهيئات
أدار جامعة لايبتزغ.